# Pyramica sauteri
Pyramica sauteri är en myrart som först beskrevs av Auguste-Henri Forel 1912.  Pyramica sauteri ingår i släktet Pyramica och familjen myror. Inga underarter finns listade i Catalogue of Life.